# Threes
Threes! (с англ. — «Тройки!») — инди-головоломка, разработанная Sirvo, независимой командой разработчиков, под руководством геймдизайнера Ашера Воллмера. Над дизайном работал Грег Волвенд, музыкальным сопровождением —  Джимми Хинсон. Выход игры состоялся 6 февраля 2014 года для мобильных устройств iOS, а затем игра была портирована на платформы Android, Xbox One и Windows Phone. Игровой процесс Threes представляет собой пронумерованную сетку, где игрок может перемещать плитки с цифрами, складывая одинаковые числа и образуя плитки с более крупными числами. Игра заканчивается, когда на сетке больше не остаётся свободных ячеек и если плитки не возможно сложить.
Прототип игрового процесса был создан за одну ночь, тем не менее команда потратила более полугода на разработку дизайна игры, экспериментируя с дюжиной разных тем, таких, как например суши или шахматы. Через 14 месяцев после начала разработки, создатели решили связать тему игры с простыми числами.
Threes получила восторженные отзывы со стороны игровых критиков, средняя оценка на сайте агрегаторе Metacritic составила 92 балла из 100 возможных. Рецензенты назвали игру «очаровательной», «захватывающей» и сравнили ее с Drop7. Редакции сайтов Stickets, Triple Town, Eurogamer и TouchArcade присудили игре высшие оценки, последняя заметила, что данная головоломка, как ни одна из других «приблизилась к идеальной мобильной игре». Apple назвала Threes лучшей игрой для iPhone 2014 года. Вскоре после выпуска Trees, в течение нескольких недель были выпущены многочисленные клоны игры, одна их которых — 2048, сыскала гораздо больший успех, чем Trees.

## Игровой процесс

Официальный игровой трейлер, изображающий игровой процесс в виде скользящих плиток

Игрок должен перемещать пронумерованные плитки в сетке 4x4 чтобы сложить вместе все таблички с числами, кратными трём. Сначала надо соединить плитки с числами «2» и «1», чтобы получилась цифра три, а затем тройки объединяются в шестёрку, две шестёрки объединяются в «12» и так далее. Для сложения две плитки должны иметь одинаковые числа. Чтобы их объединить, необходимо провести пальцем по экрану вверх, вниз, налево или направо, тогда все плитки с одинаковыми числами в заданном пальцем направлении сложатся. Объединение двух плиток освобождает пустую ячейку. После каждого хода игра добавляет новую плитку с минимальным числом. Для каждого вида числовых плиток имеется свой индивидуальный дизайн и при открытии новой плитки, игра расценивает это как достижение и демонстрирует короткое художественное описание новой плитки.
Игровой сеанс в Trees длится обычно несколько минут и заканчиваются, когда на сетке не осталось ходов (обычно, когда ходы блокируют плитки с крупными числами, или же сетка забита плитками с минимальными числами). Когда игра заканчивается, экран не выдает фразу «игра окончена» но демонстрирует полученный игроком счёт. Цель игрока — продержаться как можно дольше и заработать максимально возможное количество баллов. Игроки также могут просматривать свои рейтинги и принимать участие в соревнованиях, заданных Game Center. В Threes можно выиграть, для чего потребуется сложить таблички с числом 6,144, чтобы получить табличку 12,288. Прохождение игры до конца было задокументировано только через 3,33 года после её выпуска.

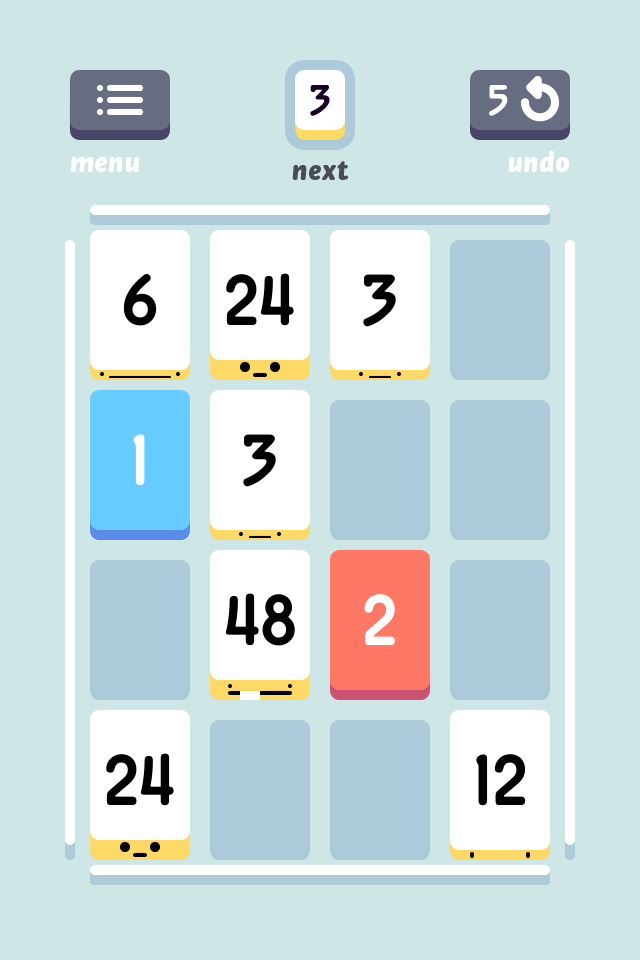
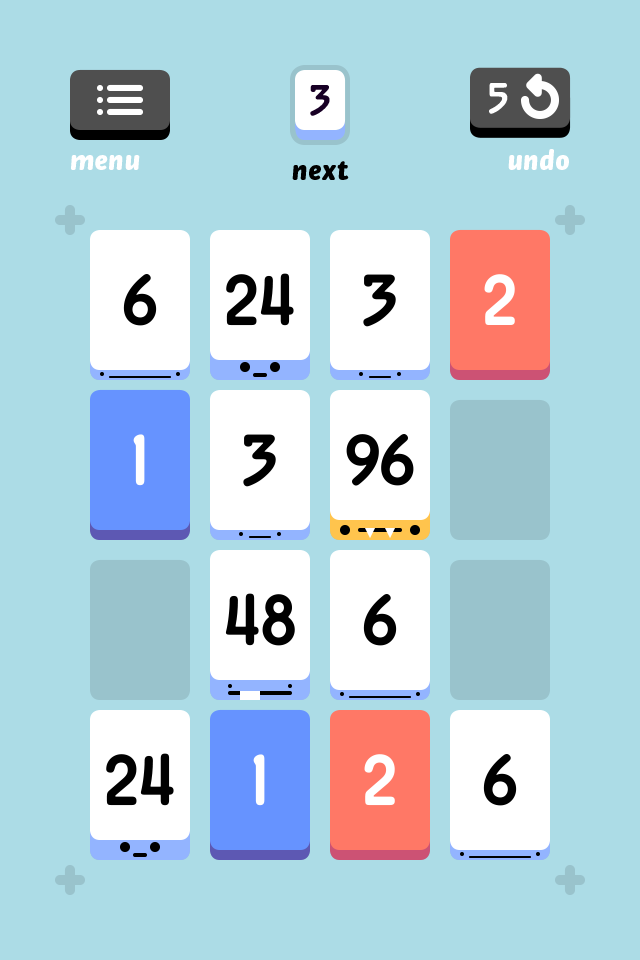
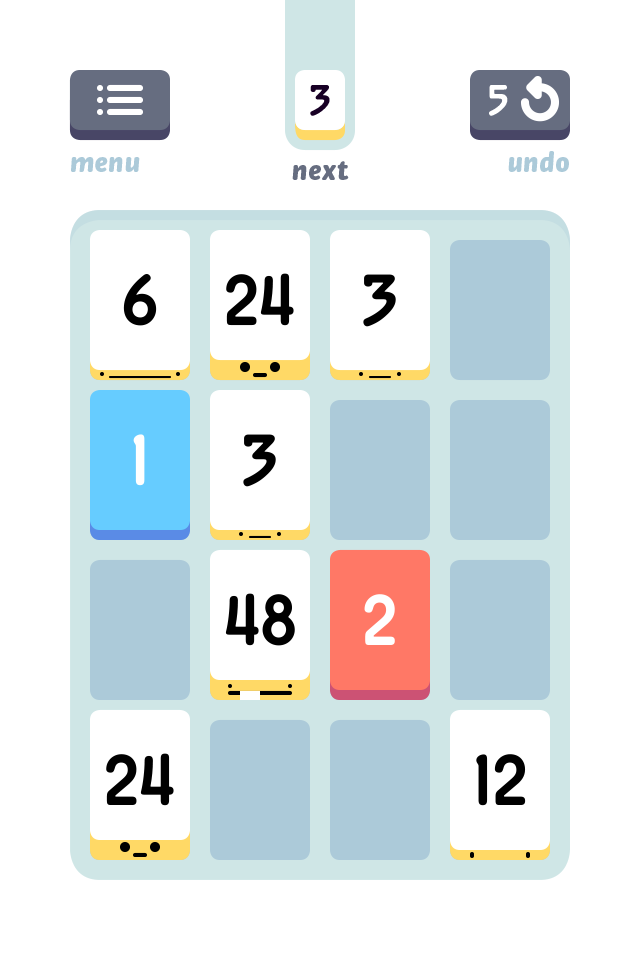
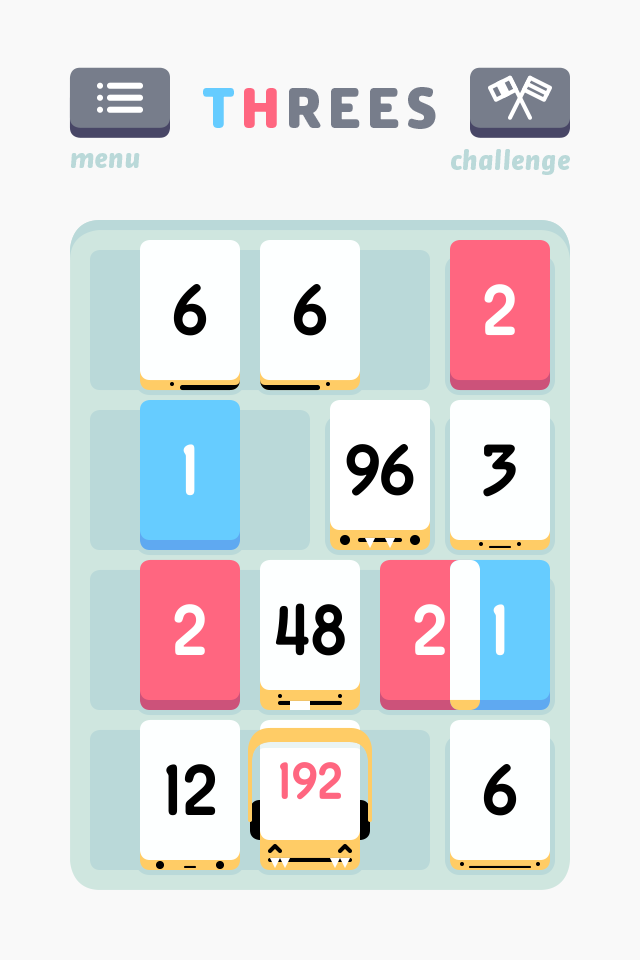

## Разработка
Данная игра — это противоположность сложности, потому что она получилась такой маленькой. Перед вами представлена сетка 4 на 4, числа и лишь четыре направления. Она всегда чувствовалась простой.
Threes была разработана гейм-дизайнером Ашером Воллмером, который работал над игрой вместе с художником Грегом Волвендом и композитором Джимми Хинсоном. Три разработчика, основавших собственную независимую студию Sirvo LLC уже раннее работали над общим проектом Puzzlejuice — игрой с похожим игровым процессом, но с буквами вместо цифр и вышедшей в 2012 году для iOS. Волвенд раннее также работал над такими играми, как Ridiculous Fishing и Hundreds. Разработка Threes началось ещё до выхода Ridiculous Fishing в марте 2013 года. Воллмер представил прототип игрового процесса, выделяющийся свой простотой: а именно идею того, что плитки с числами, кратными трём можно складывать, образуя новые комбинации. Воллмер заметил, что вдохновлялся игровым процессом игры Drop7 и играл в данную игру в уже в течение нескольких лет. Прототип игрового процесса Threes был написан за одну ночь С Волвендом, Воллмер принялся за дальнейшею работу над игрой, на что у них ушло 14 месяцев. 

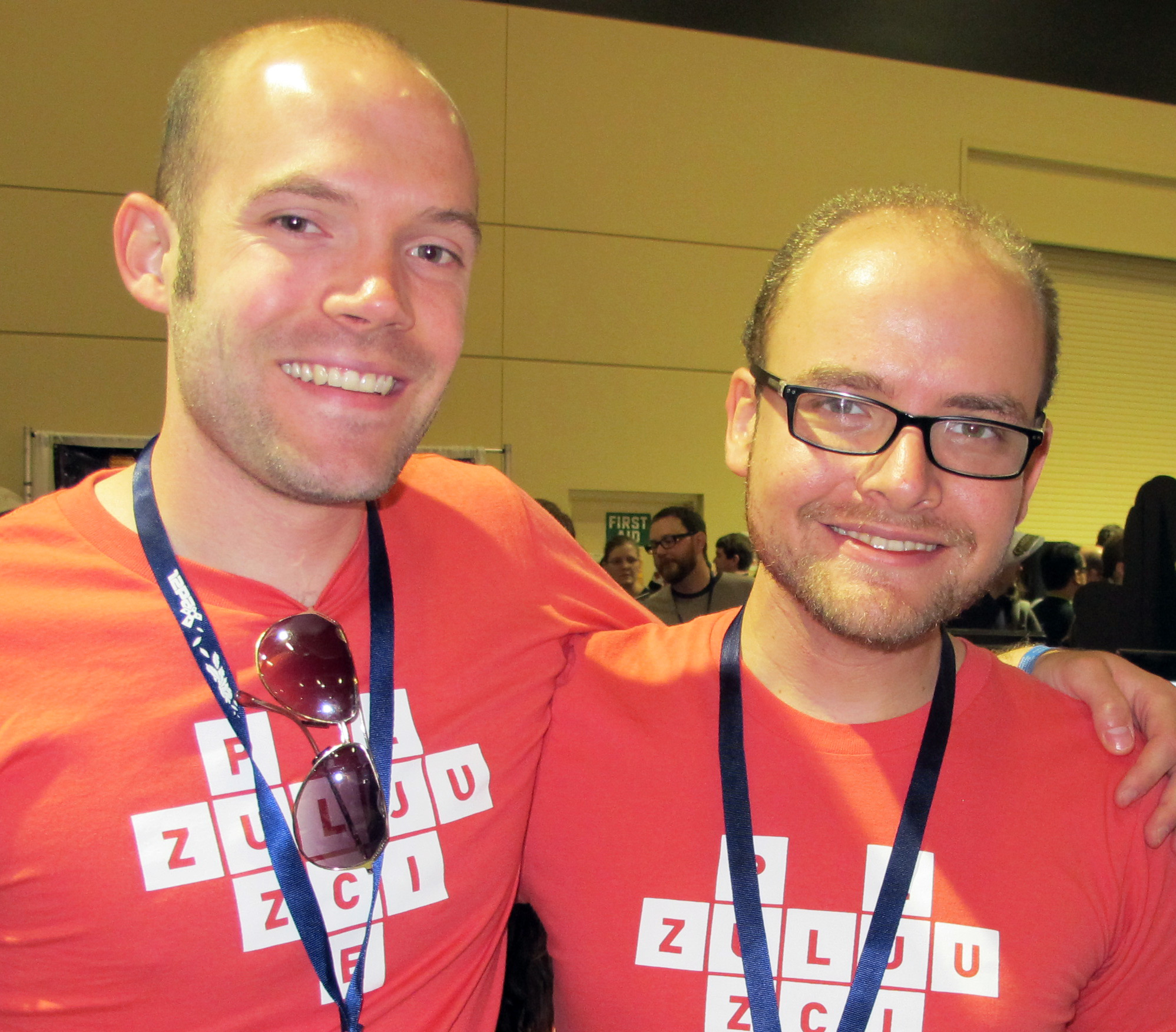
Волвенд и Воллмер в 2012 году

В процессе разработки, создатели пробовали разные художественные темы, а также работали над дополнительной игровой механикой, например «монстром», который должен был пожирать плитки, или «стенами», блокирующими перемещение плиток. Ранний дизайн Threes был минималистским: разработчики решили, что дизайн игры должен выглядеть сложнее, чтобы заинтересовать игроков. Волвенд предлагал Воллмеру разные художественны темы, в том числе идею связать тематику плиток с суши, при объединении плиток, игра демонстрировала бы новые виды суши-плиток с новой рыбой. Также едва ли не была утверждена тема, связанная с шахматами, где плитки должны были быть представлены в виде шахматных фигур, создатели ещё рассматривали темы с животными брокколи и сырного супа, военными знаками отличия, атомами водорода и текстильными узорами. Однако на стадии тестирования, игровая аудитория была смущена всеми представленными темами. Воллмер заметил, что тест-игроки жаловались на то, что представленные темы заставили игру чувствовать себя «громоздкой и неестественной» и что они всегда предпочитали играть в версию без каких либо художественных излишеств. Тогда в разработку включился дизайнер Зака Гейдж, призвавший Воллмера и Волвенда отказаться от каких либо излишеств и вернуться к изначальной теме сложения числ. Волвенд признался, что эта игра «всегда хотела оставаться простой». Он отметил, что игроки «думают о математике», видя числа в игре, хотя игра больше затрагивает «пространственные отношения», а числа — это просто выбранная тематика.
В итоге разработчики решили вернуться к прототипной задумке складывания плиток с числами кратными трём, разработчики окончательно решили. В окончательной версии художественный стиль был ограничен приданием индивидуальности плиткам с крупными числами. Так, данные плитки имеют лица и могут выражать эмоции при виде своей идентичной пары. Например, плитка 384 представлена в виде пирата с большим зубом и повязкой на глазу. Идея наделить плитки чертами персонажей осталась ещё при работе над художественными тематиками, а голоса персонажей были озвучены разработчиками. Что касается самого процесса разработки, Волвенд признался, что она была медленной и сопровождалась значительными трудностями, самого же создателя иногда поглощало чувство разочарования, которое наталкивало на мысли о том, «стоило ли вовсе оно того?». Воллмер заметил, что был благодарен тому, что получил опыт работы в игровой компании thatgamecompany, а именно за то, что   там со слов Волвенда, он научился большому терпению, необходимому для разработчика видеоигр. Threes была выпущена для iOS 6 февраля 2014 года и портирована инди-разработчиком Hidden Variable Studios для Android 12 марта 2014 года. Сами авторы игры решили выпустить Threes для iOS в первую очередь, связывая своё решение с трудностями тестирования игры на платформах Android. Hidden Variable также разработала версию игры для Xbox One, анонс которой состоялся на пресс-конференции Microsoft E3 2014, а выпуск — 5 декабря 2014 года. Игра поддерживает «режим привязки» консоли (можно играть в углу экрана, пока игрок смотрит что-то еще) а также онлайн-таблицу лидеров и вариант более темной палитры «ночной режим». Бесплатная версия игры для Windows Phone была выпущена 27 апреля 2015 года, а также бесплатная версия игры для веб-браузера в декабре 2015 года. В отличие от бесплатных версий для смартфона, версия для браузера не содержит рекламы. Согласно инфографике Sirvo, средняя продолжительность пребывания в игре составляла 20 минут, хотя предполагалась, что игроки будут проводить в Threes не более 10 минут. Sirvo также сообщили, что 93 процента игроков в Китае использовали нелицензионные копии игры.

### Галерея ранних концепт-артов

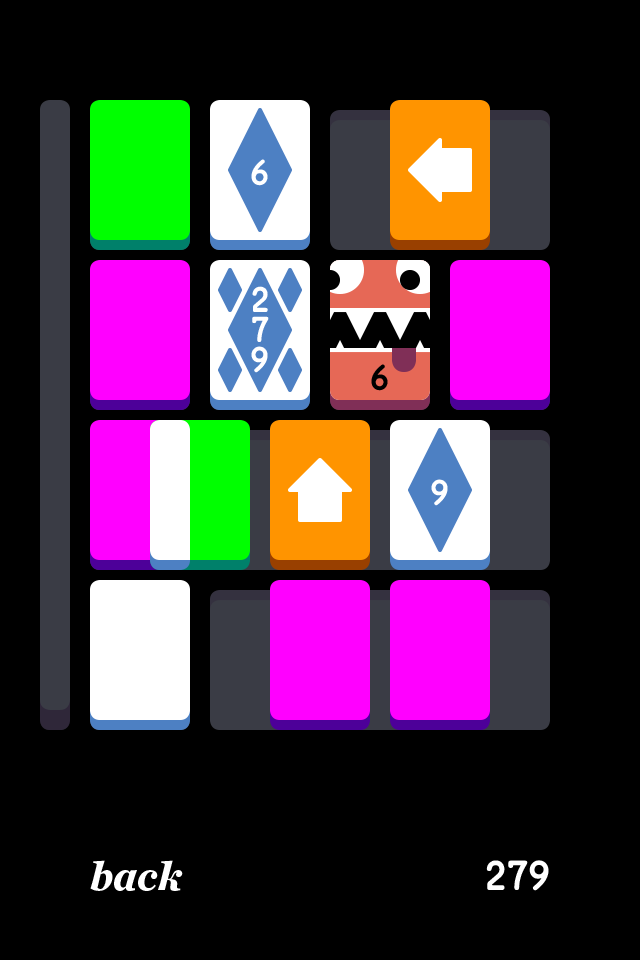
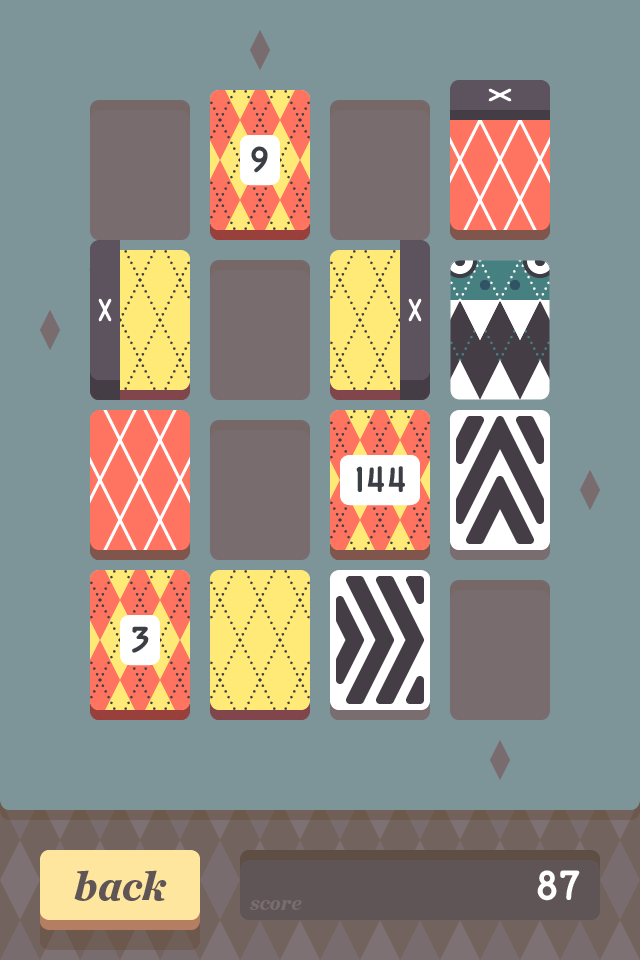
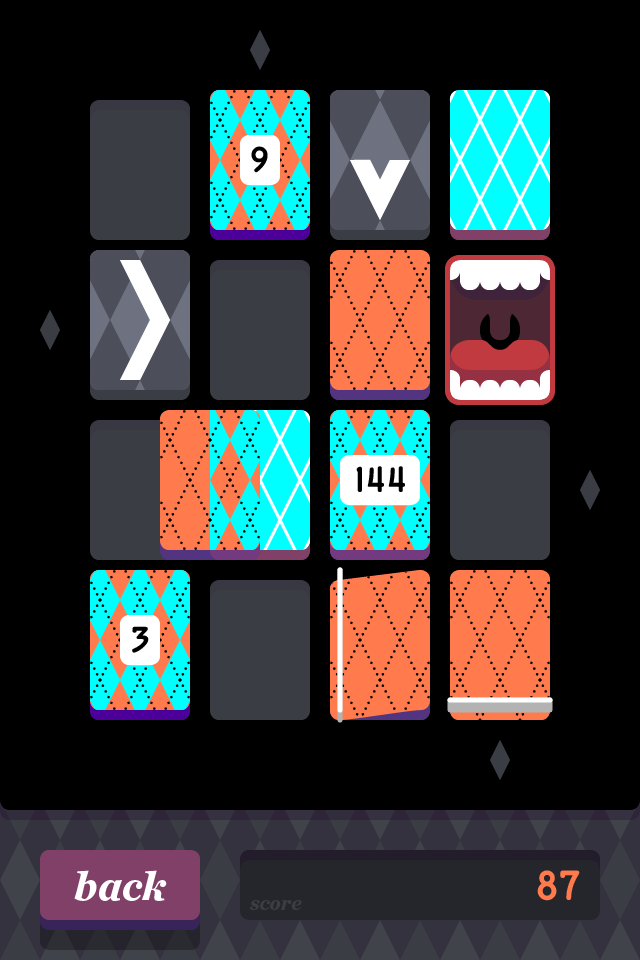
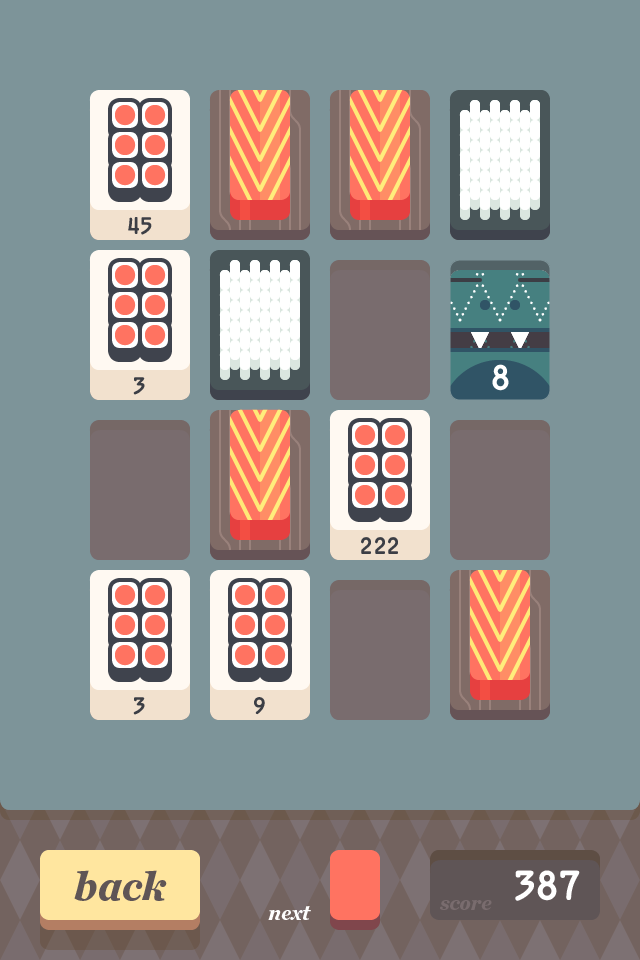
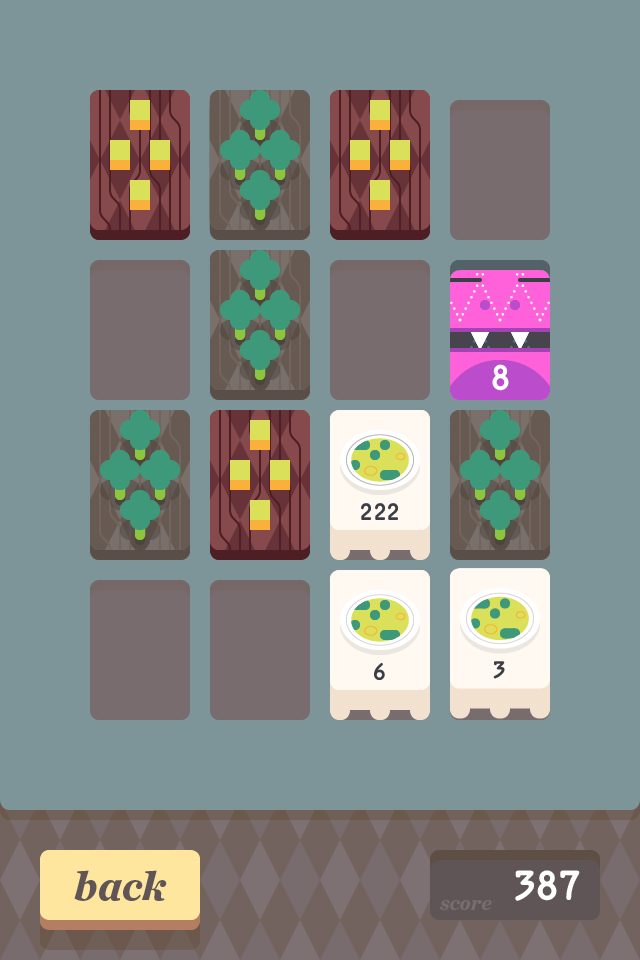
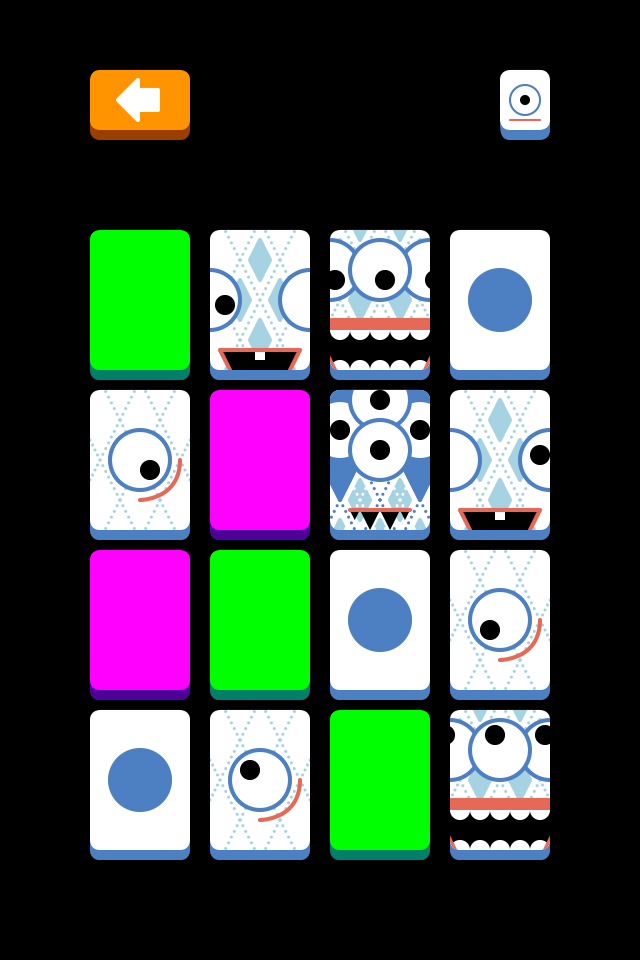
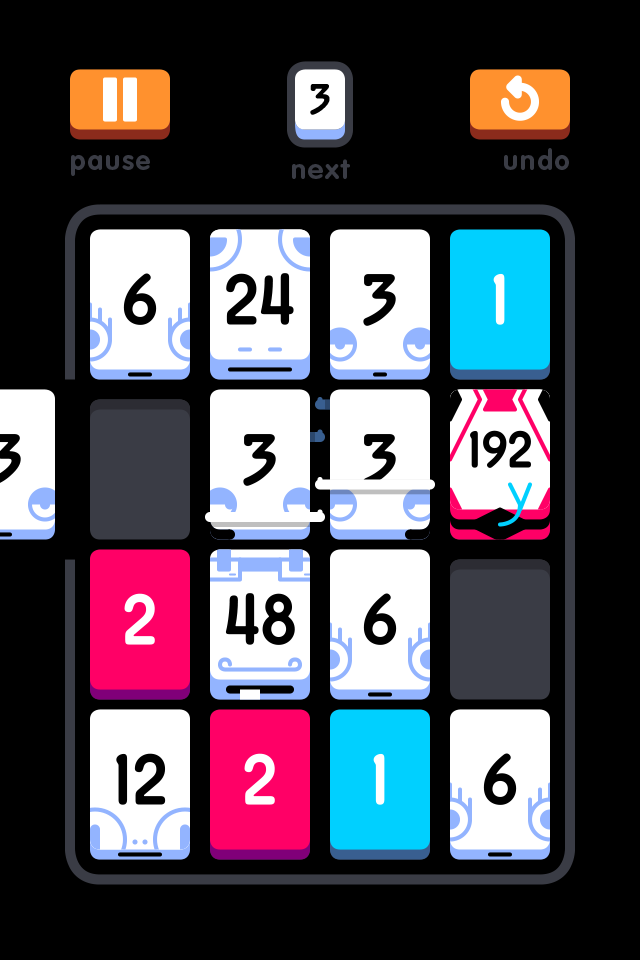
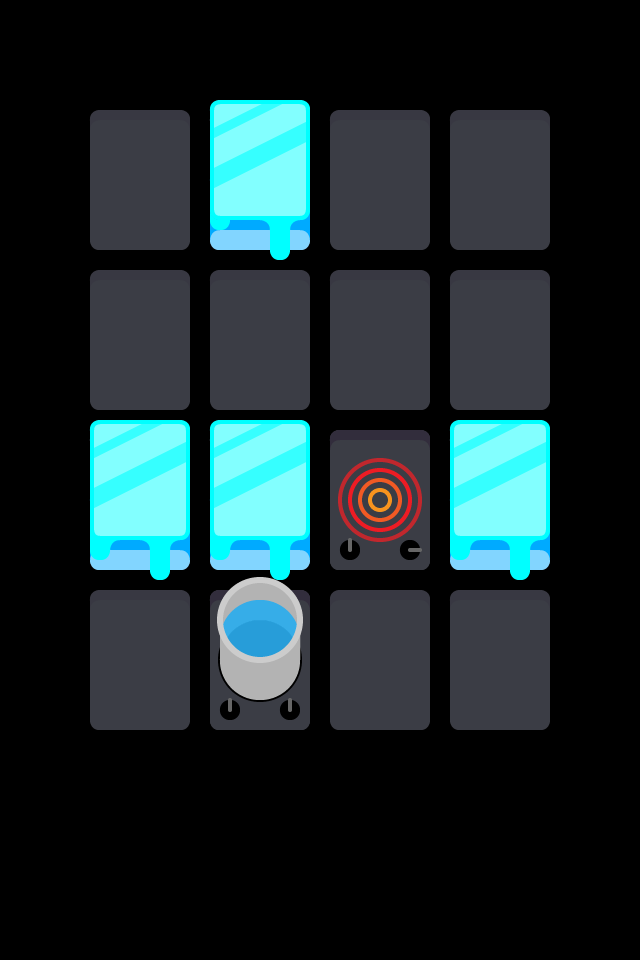
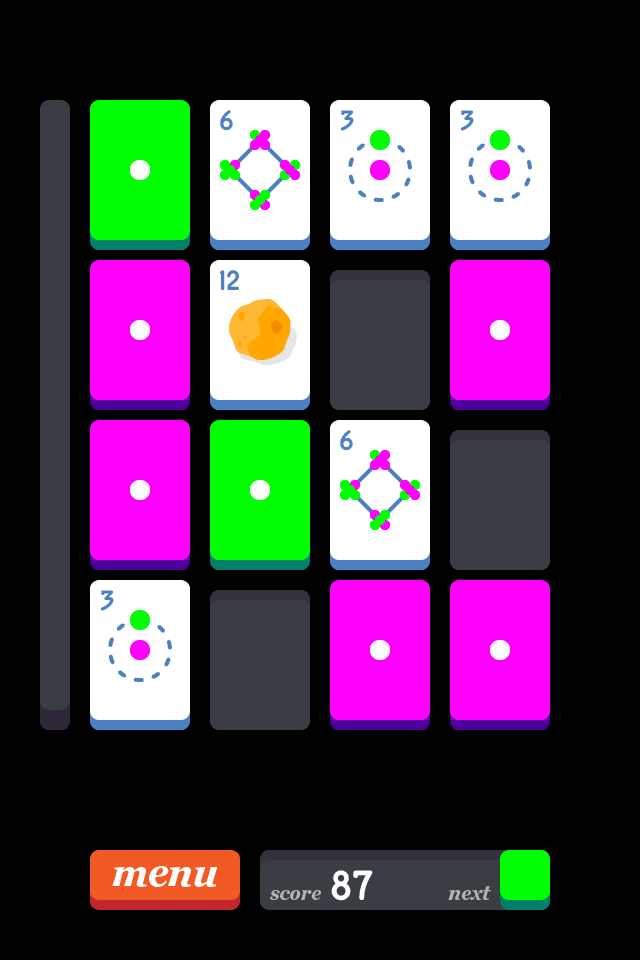
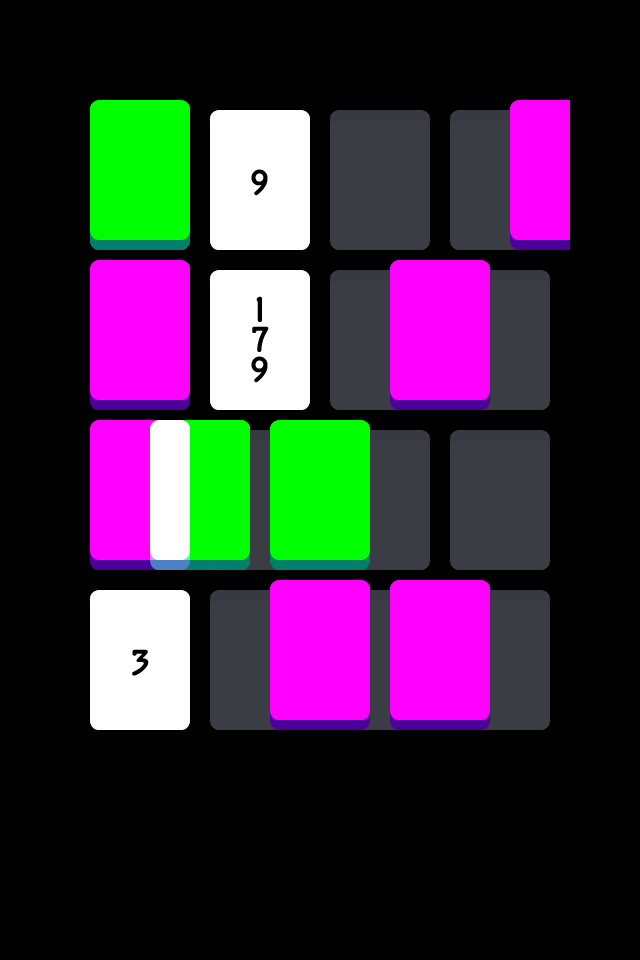
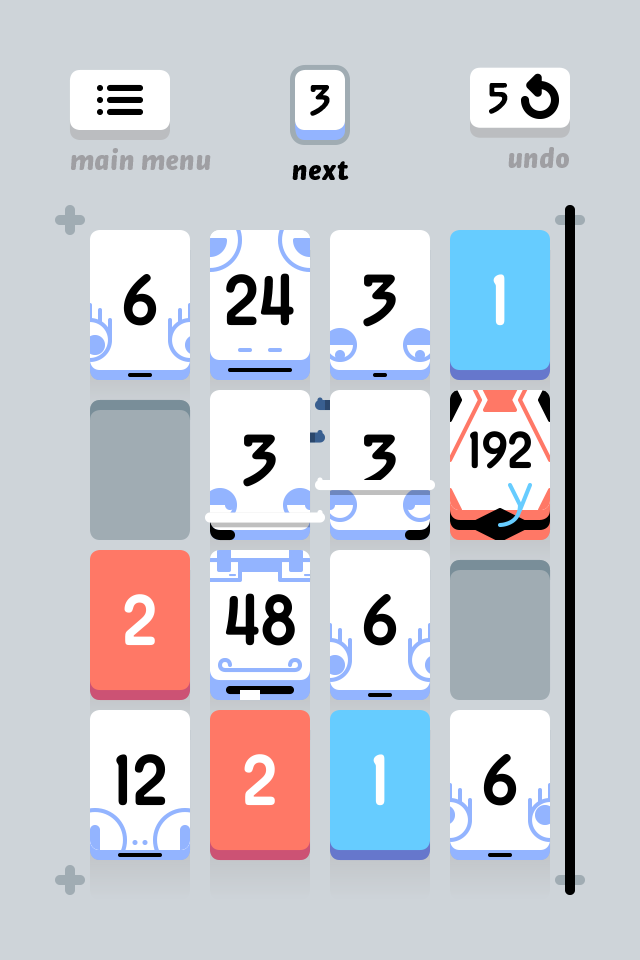

## Восприятие
| Сводный рейтинг    | Сводный рейтинг                                                          |
| Агрегатор          | Оценка                                                                   |
| ------------------ | ------------------------------------------------------------------------ |
| GameRankings       | 91,54 %                                                                  |
| Metacritic         | 92/100                                                                   |
| Иноязычные издания |                                                                          |
| Издание            | Оценка                                                                   |
| Edge               | 8/10                                                                     |
| Eurogamer          | 10/10                                                                    |
| Game Informer      | 9/10                                                                     |
| Digital Spy        | 4/5                                                                      |
| TouchArcade        | 5 из 5 звёзд · 5 из 5 звёзд · 5 из 5 звёзд · 5 из 5 звёзд · 5 из 5 звёзд |

Игра получила восторженные оценки от игровых критиков, со средним баллом 92 из 100 возможных по версии сайта-агрегатора Metacritic на основе 19 отзывов. Редакции Eurogamer и TouchArcade присудили игре лучшие оценки,  причем TouchArcade назвала Threes «приближенной к идеальной игре, как никто другой». Игра была почётно упомянута в номинации «Превосходный дизайн» на фестивале независимых игр 2014 года и стала самой продаваемым приложением в Apple App Store, вскоре после ее выхода. Редакция Re/code сообщила, что Trees возглавляла список бестселлеров в последующие недели и стала одним из 25 самых кассовых приложений в App Store. Позднее она получила награду Apple Design Award 2014 года и была названа лучшей игрой Apple для iPhone 2014 года. Рецензенты назвали игру «очаровательной» и «захватывающей». Они заметили, что Threes совместила в себе успех игры Drop7, сложность Stickets и механику «матч-комбинации» игры Triple Town. Рецензенты также высоко оценили простоту инструкции и отметили, как их внимание к объединению большого количества плиток совпадало с их необходимостью наблюдать за движениями плиток в целом.

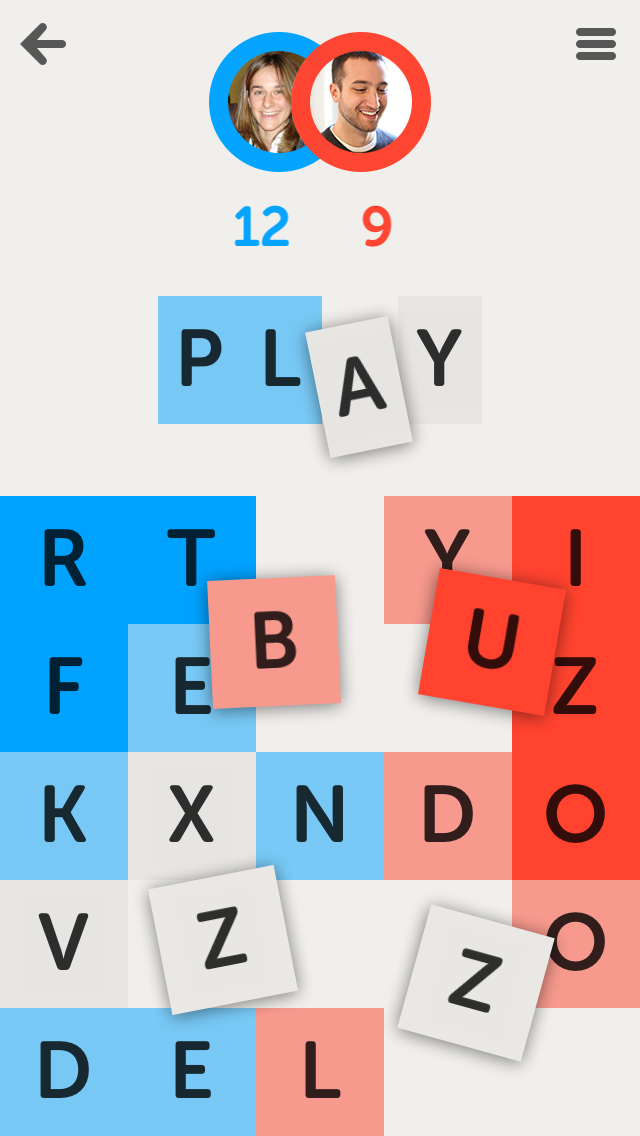
Несколько критиков указали на то, что игра Threes переняла художественную стилистику игры ' (2012)

Бен Кучера с сайта Polygon назвал игру «блестящей маленькой загадкой». Дэн Райкерт с сайта Game Informer отметил, что Threes обладает всеми качествами успешной мобильной игры: доступность коротких игровых сессий, легкий в освоении и сложный на практике игровой процесс, возможность думать стратегически и испытывать возможности игровой механики, подходящей для сенсорных экранов. Кайл Орланд, критик сайта Ars Technica заметил, что Threes исполнила его мечту жизни — объединив Drop7 и Super Hexagon в одну игру для телефона. Райен Кларк, дизайнер игры Crypt of the NecroDancer признался, что попробовал лучшую iOS-игру за всю свою жизнь.
Марк Соррелл с сайта Eurogamer сравнил «глубокую и умозрительно-банальную» эстетику игры с «рестораном хипстеров» с хорошей едой, но самодовольной атмосферой, сославшись на «прихотливый» саундтрек и сходство художественным с стилем iOS-игры Letterpress. Он также оценил игровую механику. TouchArcade сравнил механику строительства в Threes с пошаговым рогаликом Hoplite, Эндрю Вебстер, критик сайта The Verge сравнил захватывающую механику игры с настольной игрой Судоку, а художественный стиль с играми Letterpress и Spelltower . Ник Стэтт с сайта CNET считает, что Threes унаследовала красоту «Тетриса» и внешнею привлекательность игры Dots. Критик привёл игру в качестве примера принципа «потокового» дизайна, который способствует тому, чтобы игрок вошёл в состояние фокуса и самосознания. Эрик Джонсон с сайта Re/code назвал Threes наследником Dots и Rush Hour. Критик сайта Pocket Gamer Марк Браун считает, что именно хаотичность делает игровой процесс таким увлекательным, Никола Сальмориа, создательница игры MAME разработала специально искусственный интеллект, чтобы сыграть в игру.
Редакция Edge писалa, что Threes «может показаться немного несущественной» из-за отсутствия разнообразия в игровом процессе, хотя ее «очарование и мастерство» заставят игроков снова и снова возвращаться к игре. Редакция также оценила весёлый и запоминающийся саундтрек в антураже романтической комедии. Критик сайта TouchArcade добавил, что саундтрек «идеально вписывается в игру» и передаёт характер плиток. Критик настоятельно рекомендует играть в Threes со звуком. Редакция CNET заметилa, что повторяющаяся музыка со временем надоест, и если игрок её отключит, что тембровые звуки, издающиеся от плиток будут звучать «немного жутковато» без саундтрека. Гаррет Мартин с сайта Paste, описывая музыкальное сопровождение, заметил, что услышал влияние Джона Брайона, а также ссылался на ранние фильмы Пола Томаса Андерсонаa.

## Наследие

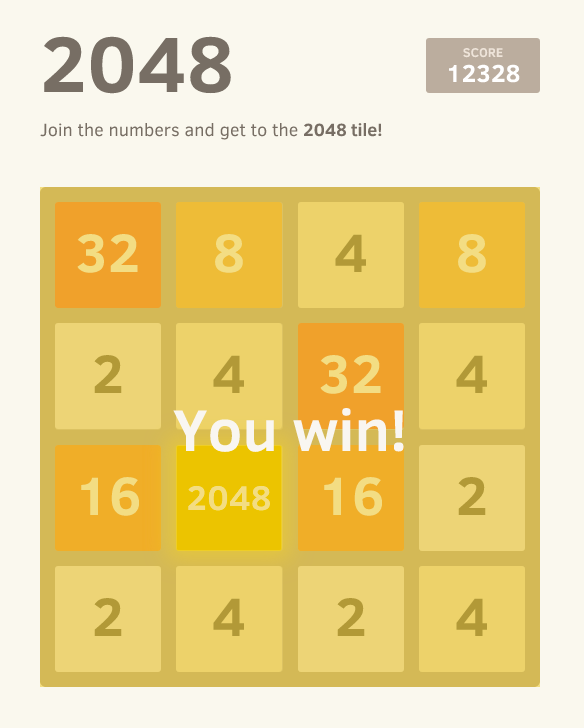
2048, данная игра была выпущена через несколько недель после Threes

Вскоре после выхода Threes сторонние недобросовестные разработчики стали выпускать игры-клоны, включая браузерную версию. По состоянию на апрель 2014 года, в App Store выходило в среднем по 15 клонов в день.
Среди них наибольшим успехом пользовались Android-приложение Fives и аналогичная игра для iPhone, 1024, рекламировавшаяся как «бесплатная альтернатива» Threes; вскоре разработчик выпустил её браузерную версию. Немного позже выпущенная браузерная игра 2048 позиционировалась как клон игры 1024 и стала самой популярной игрой данного жанра, породив в свою очередь ещё десятки аналогичных клонов. Журналисты, в том числе редакция Los Angeles Times, не признавали связь 2048 с Threes. Команда разработчиков выражала возмущение по поводу волны выходов игровых клонов Threes. Особенно разработчики были разочарованы тем, что многие создатели клонов не признавали факт плагиата. Отдельно они раскритиковали дизайн игры 2048, сравнив её с плагиатом Commander Keen, который аналогично наживался на успехе игры Super Mario Bros., а создателя игры, Воллмер и Волвенд обвинили в обесценивании их 14-месячной работы над Threes.
Редакция Gamasutra описала ситуацию как «уникальную трагедию». Несмотря на успешный выход игры Threes, её общий успех был подорван выпуском большого количества клонов, в том числе и игры 2048, именно с которой игроки начали ассоциировать игровой процесс объединения цифровых плиток. Разработчики Threes попытались удалить клоны с интернет-магазинов, но в конечном итоге смирились с фактом того, что их игра и в дальнейшем будет клонироваться, они также заметили, что отныне будут больше уделять защите авторских прав при работе над будущими играми.